# ARM Cortex-A55
Az ARM Cortex-A55 az ARM Holdings cambridge-i tervezőközpontja által tervezett
nagy hatékonyságú mikroarchitektúra, amelyet a tervezőiroda a Cortex-A53 utódjaként tervezett. Az ARMv8.2-A 64 bites utasításkészletet megvalósító Cortex-A55 processzorok jellemzően belépő szintű okostelefonokban és más beágyazott eszközökben találhatók. Az A55-ös magokat gyakran nagyobb teljesítményű (pl. Cortex-A75 alapú) processzorokkal kombinálják big.LITTLE konfigurációban a jobb energiakihasználás és nagyobb teljesítmény elérése érdekében. A Cortex-A55 egy 2 utasítás széles dekódolású, sorrendi végrehajtású (in-order) szuperskalár futószalagos processzorterv, amelyet az ARM, többi termékéhez hasonlóan, szintetizálható IP magként tervezett és más mikroelektronikai cégeknek értékesít, melyek saját termékeikben, igényeikhez alakítva alkalmazzák azt.

## Tervezés
A Cortex-A55 az ARM Cortex-A53 utódja, célja a teljesítmény és az energiahatékonyság javítása volt az A53-hoz képest.
Az ARM állítása szerint az A55 az A53-nál 15%-kal jobb energiahatékonysággal és 18%-kal nagyobb teljesítménnyel rendelkezik.
A memóriaelérés és az elágazás-előrejelzés is javult az A53-hoz képest.
Az Cortex-A75 és a Cortex-A55 magok az első olyan termékek, amelyek támogatják az ARM DynamIQ technológiát. 
A big.LITTLE utódjaként ezt a technológiát úgy tervezték, hogy rugalmasabb és skálázhatóbb legyen a többmagos termékek tervezésekor.

## Licencelés
A Cortex-A55 SIP magként áll a licencelők rendelkezésre, és kialakítása alkalmassá teszi arra, hogy más SIP-magokkal – például GPU, képernyővezérlő, DSP, képfeldolgozó processzor, stb. – együtt integrálható legyen egylapkás rendszert (SoC) alkotó egységekbe.
Példa erre az ARM és Qualcomm cég együttműködése a Cortex-A55 módosított változatának elkészítésében, amelyet a Kryo 385 processzormagban használnak. Ezt a közös tervezésű egyedi magot a Qualcomm egyes középkategóriás SoC-jeiben, a Snapdragon SoC-kbe integrált Kryo 360 Silver és Kryo 460 Silver magokban is használják.

## Használat
- A Cortex-A55-öst Little szerepű magként használják az Intel Agilex D-sorozatú SoC FPGA eszközökben.[8]
- Rockchip RK3566/RK3568, RK3588.
- Amlogic S905X3, S905X4, A113D2, T962X2, T968X2, T962D2.
- Unisoc SC9863A
- Exynos 850
- JLQ JR510

## Fordítás
Ez a szócikk részben vagy egészben  az   ARM Cortex-A55 című angol Wikipédia-szócikk ezen változatának fordításán alapul.  Az eredeti cikk szerkesztőit annak laptörténete sorolja fel. Ez a jelzés csupán a megfogalmazás eredetét és a szerzői jogokat jelzi, nem szolgál a cikkben szereplő információk forrásmegjelöléseként.